# 발리에서 생긴 일
《발리에서 생긴 일》은 2004년 1월 3일부터 2004년 3월 7일까지 방영된 SBS 주말 특별기획 드라마이다.

## 등장 인물

### 주요 인물
- 하지원 : 이수정 역
- 조인성 : 정재민 역
- 소지섭 : 강인욱 역
- 박예진 : 최영주 역

### 이수정의 주변 인물
- 신이 : 방미희 역 - 수정의 친구
- 김형범 : 수정의 오빠 역
- 김하균 : 조상배 역 - 여행사 사장

### 정재민의 주변인물
- 김인태 : 정범진 역 - 재민의 아버지, 팍스그룹 회장
- 김수미 : 송희숙 역 - 재민의 어머니
- 김일우 : 정일민 역 - 재민의 형, 팍스랜드 전무
- 김승욱 : 재민의 비서 역

### 강인욱의 주변인물
- 이미영 : 숙자 역 - 인욱의 어머니

### 최영주의 주변인물
- 김혜옥 : 영주의 어머니 역

### 그 외 인물
- 옥승일 : 팍스랜드 직원 역
- 한상진 : 팍스랜드 직원 역
- 원숙희 : 팍스랜드 직원 역
- 이승민 : 팍스랜드 직원 역
- 원기준 : 재민의 친구 역
- 최성호 : 재민의 친구 역
- 여호민 : 재민의 친구 역
- 김인득
- 김태영 : 팍스랜드 발리 공장 사장 역
- 송수윤
- 김유철 : 팍스그룹 보안직원 역
- 김영선 : 허니문발리여행사 팀장 역
- 한영수 : 골프 코치 역
- 석계연
- 황보라 : 옷가게 점원 역
- 고진명 : 노래방 주인 역
- 김연수 : 신입 여직원 역
- 김승미 : 신입 여직원 역
- 김영임
- 김은경
- 김민정
- 민지영 : 신입 직원을 가르치는 강사 역
- 남소윤
- 민병애 : 가사도우미 역
- 김세미
- 박규점 : 최 이사 역
- 김희정 : 재민의 사촌누나 역
- 고서린
- 강소슬
- 홍혜령 : 가사도우미 역
- 이윤상 : 팍스그룹 관계자 역
- 서범식 : 건달 역
- 권오영

## 시청률
|      | agb닐슨 |
| ---- | ------- |
| 1회  | 15.6%   |
| 2회  | 21.4%   |
| 3회  | 18.0%   |
| 4회  | 22.1%   |
| 5회  | 22.4%   |
| 6회  | 22.4%   |
| 7회  | 20.1%   |
| 8회  | 22.4%   |
| 9회  | 26.4%   |
| 10회 | 28.7%   |
| 11회 | 27.3%   |
| 12회 | 30.5%   |
| 13회 | 30.7%   |
| 14회 | 30.7%   |
| 15회 | 31.0%   |
| 16회 | 34.0%   |
| 17회 | 29.8%   |
| 18회 | 31.4%   |
| 19회 |         |
| 20회 | 40.4%   |

1회부터 20회까지 전체 평균시청률은 26.7%이다.
5~6회와 13~14회는 각각 주간 평균시청률로 집계되었다.

## 이모저모
- 당초 영주 역의 한채영과 인욱 역의 유오성에 캐스팅하였으나 배역과 스케줄이 맞지 않아 고사하자 그 자리에는 설득 끝에 각각 박예진과 소지섭이 대신하게 되었다.[2]
- 또한 제목이 〈청춘에 건배를〉에서 당초 가제였던 《발리에서 생긴 일》로 확정되었는데, 이는 발리 특수를 노리고 대거 후원한 업체들이 제목의 변경을 꺼려했기 때문이다.[3]
- 특정 의류회사를 드라마 배경으로 삼아 간접광고 효과를 주게 되어 방송위원회로부터 경고 조치를 받았다.[4]

## 시간대 변경
- 2004년 1월 24일 - 설 특선영화 《광복절 특사》로 인해 밤 8시 45분에 방영
- 2004년 1월 25일 - 설 특선영화 《턱시도》로 인해 밤 8시 45분에 방영

## 수상 내역
- 2004년 제40회 백상예술대상 TV부문 여자최우수연기상 - 하지원
- 2004년 제40회 백상예술대상 TV부문 남자최우수연기상 - 조인성
- 2004년 제40회 백상예술대상 TV부문 극본상
- 2004년 제40회 백상예술대상 TV부문 남자인기상 - 소지섭
- 2004년 SBS 연기대상 여자최우수연기상, 10대 스타상 - 하지원
- 2004년 SBS 연기대상 남자최우수연기상, 10대 스타상 - 조인성
- 2004년 SBS 연기대상 여자조연상 - 신이